# Lipoproteine ad alta densità
Le lipoproteine ad alta densità, note anche come HDL (sigla di High Density Lipoprotein), sono le lipoproteine caratterizzate dalla massima densità, compresa tra 1,019 e 1,210 g/ml e da un diametro di circa 8-11 nm. Hanno la funzione di partecipare alla maturazione di chilomicroni e VLDL (very low density lipoprotein) e di rimuovere il colesterolo in eccesso dai tessuti periferici per portarlo al fegato o ai tessuti steroidogenici, come le ghiandole  surrenali o le gonadi.
Essendo in grado di rimuovere il colesterolo da un ateroma nelle arterie e trasportarlo al fegato vengono in genere comunemente chiamate colesterolo buono.

## Trasporto e funzionamento
A differenza delle altre lipoproteine, che nascono a livello del reticolo endoplasmatico rugoso, le HDL non nascono all'interno della cellula, ma nell'ambiente extracellulare.

### Produzione
Le HDL si formano per l'aggregazione dei vari componenti di una lipoproteina: colesterolo, trigliceridi, apolipoproteine, fosfolipidi. In particolare, il fegato e l'intestino tenue secernono l'apolipoproteina apo A-I, la quale riceve il colesterolo non esterificato dei tessuti circostanti trasferitole da ABCA1 (ATP Binding Cassette A1); le VLDL mature in circolo donano le loro apo C-II alla HDL nascente, trasformandosi in lipoproteine a densità intermedia (IDL) e altre IDL già costituite donano apo E, trasformandosi in lipoproteine a bassa densità (LDL). Tramite la fusione di questi componenti (colesterolo, apo A-I, apo C-II, apo E) si forma una HDL iniziale, detta HDL3. A causa del meccanismo di formazione il suo contenuto è costituito solo da colesterolo non esterificato.

### Passaggio da HDL3 a HDL2
Nel loro viaggio all'interno della circolazione le HDL3 subiscono tre cambiamenti importanti:
- il loro colesterolo non esterificato viene esterificato dall'enzima LCAT (lecitina-colesterolo aciltransferasi), che utilizza la lecitina come donatore dell'acido grasso;
- tramite l'azione di apo D (detta anche CETP, proteina di trasferimento del colesterolo esterificato), l'HDL scambia colesterolo esterificato, in cambio trigliceridi, con VLDL, IDL e chilomicroni;
- donano apo C-II e alcune apo E ad una VLDL nascente, facendola maturare;
- producono acido ialuronico.

A questo punto le HDL3 hanno un contenuto costituito prevalentemente da colesterolo esterificato e in piccola parte da trigliceridi e prendono il nome di HDL2. Di queste lipoproteine, quelle che raggiungono i tessuti steroidogenici donano a questi il loro colesterolo esterificato, tramite l'interazione con un recettore chiamato SR-BI; quelle che raggiungono il fegato, donano ad esso i loro trigliceridi tramite l'azione del recettore ed enzima HL, che scinde i trigliceridi in monoacilglicerolo e acidi grassi liberi per poi endocitarli.